# Angaracris morulimarginis
Angaracris morulimarginis är en insektsart som beskrevs av Huang, C. 1981. Angaracris morulimarginis ingår i släktet Angaracris och familjen gräshoppor. Inga underarter finns listade i Catalogue of Life.